# Piero Pelù

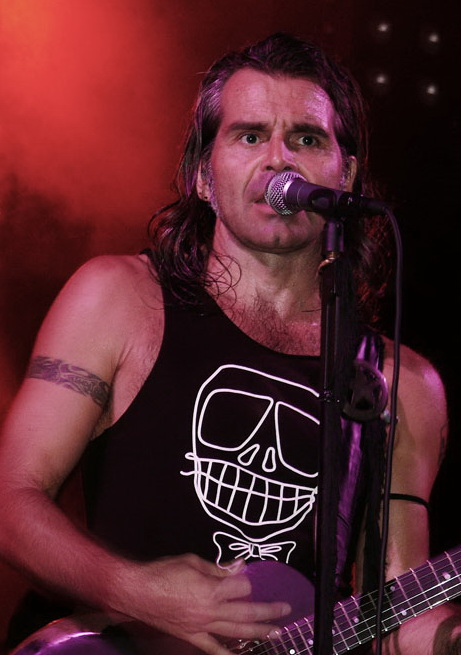
Piero Pelù 2008

Piero Pelù (* 10. Februar 1962 in Florenz als Pietro Pelù) ist ein italienischer Rockmusiker, der vor allem als Frontman der Band Litfiba bekannt wurde.

## Karriere
Als Mitglied der ersten Stunde war Pelù zwischen 1980 und 1999 der Sänger von Litfiba. Nach der Veröffentlichung des Albums Infinito verließ er die Band und begann seine Solokarriere mit dem Lied Il mio nome è mai più, das er zusammen mit Ligabue und Jovanotti schrieb und aufnahm. Der Charitysong zugunsten der Organisation Emergency wandte sich gegen den Kosovokrieg und konnte sich 17 Wochen lang an der Spitze der italienischen Singlecharts halten. Im Anschluss legte Pelù sein erstes Soloalbum Né buoni né cattivi vor. Diesem folgten U.D.S. – L’uomo della strada (2002), Soggetti smarriti (2003) und Presente (2005).
Nach einem Wechsel von Warner zu Sony BMG veröffentlichte der Musiker 2006 das Album In faccia, auf dem er auch musikalisch neue Wege einschlug. Im Rahmen von MTV Storytellers gab er 2007 ein Konzert, das im Anschluss auch als Album veröffentlicht wurde. Das neue Album Fenomeni erschien 2008. Im Jahr darauf gaben Pelù und Litfiba ihre Reunion bekannt. Nach ausgedehnten gemeinsamen Tourneen trat Pelù als Coach bei The Voice of Italy in Erscheinung, eine Rolle, die er auch 2014 und 2015 wieder übernahm. 2013 veröffentlichte er solistisch außerdem die Kompilation Identikit.
Mit dem Lied Gigante erreichte er beim Sanremo-Festival 2020 den fünften Platz.

## Diskografie

### Alben
| Jahr | Titel Musiklabel                    | Höchstplatzierung, Gesamtwochen, AuszeichnungChartplatzierungen (Jahr, Titel, Musiklabel, Platzierungen, Wochen, Auszeichnungen, Anmerkungen) | Höchstplatzierung, Gesamtwochen, AuszeichnungChartplatzierungen (Jahr, Titel, Musiklabel, Platzierungen, Wochen, Auszeichnungen, Anmerkungen) | Anmerkungen                                         |
| Jahr | Titel Musiklabel                    | IT | CH | Anmerkungen                                         |
| ---- | ----------------------------------- | --- | --- | --------------------------------------------------- |
| 2000 | Né buoni né cattivi Warner          | IT1 (57 Wo.)IT | CH75 (7 Wo.)CH | Erstveröffentlichung: 21. April 2000                |
| 2002 | U.D.S. – L’uomo della strada Warner | IT1 (19 Wo.)IT | CH56 (3 Wo.)CH | Erstveröffentlichung: 11. Oktober 2002              |
| 2004 | Soggetti smarriti Warner            | IT5 (22 Wo.)IT | CH96 (1 Wo.)CH | Erstveröffentlichung: 30. April 2004                |
| 2005 | Presente Warner                     | IT9 (5 Wo.)IT | — | Kompilation                                         |
| 2006 | In faccia Sony BMG                  | IT4 (19 Wo.)IT | — | Erstveröffentlichung: 9. Juni 2006                  |
| 2007 | MTV Storytellers Sony BMG           | IT21 (3 Wo.)IT | — | Livealbum                                           |
| 2008 | Fenomeni Sony BMG                   | IT3 (10 Wo.)IT | — | Erstveröffentlichung: 18. April 2018                |
| 2013 | Identikit Sony                      | IT18 (5 Wo.)IT | — | Erstveröffentlichung: 19. November 2018 Kompilation |
| 2020 | Pugili fragili                      | IT4 (3 Wo.)IT | CH53 (1 Wo.)CH | Erstveröffentlichung: 21. Februar 2020              |
| 2024 | Deserti                             | IT6 (1 Wo.)IT | — | Erstveröffentlichung: 7. Juni 2024                  |

### Singles
| Jahr | Titel Album                                      | Höchstplatzierung, Gesamtwochen, AuszeichnungChartsChartplatzierungen (Jahr, Titel, Album, Platzierungen, Wochen, Auszeichnungen, Anmerkungen) | Anmerkungen                                              |
| Jahr | Titel Album                                      | IT | Anmerkungen                                              |
| ---- | ------------------------------------------------ | --- | -------------------------------------------------------- |
| 1999 | Il mio nome è mai più                            | IT1 (33 Wo.)IT | als LigaJovaPelù                                         |
| 2000 | Io ci sarò Né buoni né cattivi                   | IT1 (14 Wo.)IT |                                                          |
| 2000 | Toro loco Né buoni né cattivi                    | IT9 (23 Wo.)IT |                                                          |
| 2002 | Bene bene male male U.D.S. – L’uomo della strada | IT4 (14 Wo.)IT |                                                          |
| 2003 | Amore immaginato U.D.S. – L’uomo della strada    | IT11 (8 Wo.)IT | feat. Anggun                                             |
| 2006 | Tribù In faccia                                  | IT6 (14 Wo.)IT |                                                          |
| 2006 | Lentezza In faccia                               | IT41 (1 Wo.)IT |                                                          |
| 2013 | Mille uragani Identikit                          | IT90 (1 Wo.)IT |                                                          |
| 2020 | Gigante Pugili fragili                           | IT16 Gold · (4 Wo.)IT | Erstveröffentlichung: 6. Februar 2020 Verkäufe: + 35.000 |

## Bibliografie
- Perfetto difettoso. Arnoldo Mondadori Editore, Mailand 2000, ISBN 88-0448691-0.
- Identikit di un ribelle (mit Massimo Cotto). Rizzoli Editore, Mailand 2014, ISBN 978-88-1707425-4.

## Belege
1. ↑  Chartquellen (Alben):
  - Guido Racca & Chartitalia: Top 100 FIMI Album. Lulu, 2013, S. 152.
  - Alben von Piero Pelù. In: Italiancharts.com. Hung Medien, abgerufen am 9. Februar 2018 (italienisch).
  - Discographie Piero Pelù. In: Hitparade.ch. Hung Medien, abgerufen am 4. März 2020.
2. ↑  Chartquellen (Singles):
  - Guido Racca & Chartitalia: Top 100 FIMI Singoli. Lulu, 2013, S. 132; 112.
  - Piero Pelù, classifiche. FIMI, abgerufen am 9. Februar 2018 (italienisch).
3. ↑  Certificazioni. FIMI, abgerufen am 22. März 2021 (italienisch).

| Personendaten    | Personendaten              |
| ---------------- | -------------------------- |
| NAME             | Pelù, Piero                |
| ALTERNATIVNAMEN  | Pelù, Pietro (Geburtsname) |
| KURZBESCHREIBUNG | italienischer Rockmusiker  |
| GEBURTSDATUM     | 10. Februar 1962           |
| GEBURTSORT       | Florenz                    |